# Laura Pamplona
Laura Gozalves Pamplona (Alicante, 7 de septiembre de 1973), conocida artísticamente como Laura Pamplona, es una actriz, modelo y cantante española.

## Biografía
Es hija de la también actriz Amparo Pamplona y nieta del guionista y periodista Clemente Pamplona. Su vida familiar sufrió la tragedia con la muerte de su hermana Aitana, de tan solo diez años de edad, a consecuencia del incendio acaecido en el domicilio familiar el 4 de julio de 1989.
Aunque estudió Diseño, Laura Pamplona comenzó pronto en el mundo de la interpretación.
Su carrera ha estado estrechamente ligada a la televisión, medio en el que ha formado parte de los repartos de varias series de éxito. La primera fue Todos los hombres sois iguales, y a partir de ahí cabe destacar sus participaciones en Policías, en el corazón de la calle y, especialmente, Aquí no hay quien viva, donde ha interpretado papeles muy distintos entre sí.
En 2006 colaboró en varios capítulos de Hospital Central y en 2007 estrenó la película ¿Quién dice que es fácil?, de Juan Taratuto. Dos años después participa en la serie Los misterios de Laura, manteniéndose en el reparto durante sus tres temporadas.
También cuenta con experiencia teatral y ha trabajado en los mundos de la moda y la publicidad.
En 2022 vuelve a interpretar a Lydia Fernández en Laura y sus misterios, una serie de películas para televisión, que es la continuación de Los misterios de Laura.
En 2023 se anuncia que forma parte de Una familia absolutamente normal de Movistar Plus+.

### Música
En 2008 empezó un proyecto llamado Sweet Wasabi, un grupo de música formado por Pamplona y su actual pareja Pedro Barceló.
Su primer disco salió en abril de 2009, titulado Área de servicio, e incorpora temas (la mayoría en inglés) con influencia de géneros como el jazz, los bolero, la bossa nova y el pop, y que, según el dúo Pamplona-Barceló, "tiene indudables raíces latinas".

## Vida personal
Está casada desde 1998 con el músico Pedro Barceló. La pareja tiene 2 hijos, el actor Saúl Barceló (nacido en 1998) y una niña llamada Momó Barceló (adoptada en 2006).

## Filmografía

### Películas
| Año  | Título                    | Papel    |
| ---- | ------------------------- | -------- |
| 1998 | A tiro limpio             | Marisa   |
| 2007 | ¿Quién dice que es fácil? | Griselda |
| 2011 | En fuera de juego         | Gema     |

### Series de televisión
| Año              | Título                              | Cadena         | Papel                    | Notas        |
| ---------------- | ----------------------------------- | -------------- | ------------------------ | ------------ |
| 1996             | Éste es mi barrio                   | Antena 3       | Laura                    | 1 episodio   |
| 1996-1998        | Todos los hombres sois iguales      | Telecinco      | Caty                     | 62 episodios |
| 2000-2003        | Policías, en el corazón de la calle | Antena 3       | Marina Blasco            | 83 episodios |
| 2003-2005        | Aquí no hay quien viva              | Antena 3       | Alicia Sanz Ortega       | 47 episodios |
| 2005-2006        | Siete días al desnudo               | Cuatro         | Julia Bartolomé          | 8 episodios  |
| 2006             | Hospital Central                    | Telecinco      | Ágata Monasterio         | 9 episodios  |
| 2007             | Cuestión de sexo                    | Cuatro         | Marga                    | 6 episodios  |
| 2007             | Hermanos y detectives               | Telecinco      | Verónica                 | 1 episodio   |
| 2009; 2011; 2014 | Los misterios de Laura              | La 1           | Lydia Martínez Fernández | 32 episodios |
| 2014             | Cuéntame un cuento                  | Antena 3       | Diana San Juan           | 1 episodio   |
| 2017             | La que se avecina                   | Telecinco      | Dafne                    | 2 episodios  |
| 2018             | Sabuesos                            | La 1           | Milagros "Mila"          | 9 episodios  |
| 2020; 2024       | HIT                                 | La 1           | Aurora Toledo (joven)    | 6 episodios  |
| 2023             | Una familia absolutamente normal    | Movistar Plus+ | Ana                      | 1 episodio   |
| 2024             | La pasión turca                     | Antena 3       | Rosario                  | 5 episodios  |

#### TV Movies
| Año  | Título                                               | Papel                    | Cadena | Notas     |
| ---- | ---------------------------------------------------- | ------------------------ | ------ | --------- |
| 2022 | Laura y el misterio del asesino inesperado           | Lydia Martínez Fernández | La 1   | Telefilme |
| 2023 | Laura y el misterio de la novia que esperó demasiado | Lydia Martínez Fernández | La 1   | Telefilme |
| 2023 | Laura y el misterio del paciente suspicaz            | Lydia Martínez Fernández | La 1   | Telefilme |

### Programas de televisión
| Año                     | Título           | Cadena               | Notas                   |
| ----------------------- | ---------------- | -------------------- | ----------------------- |
| 2007                    | El intermedio    | La Sexta             | Invitada (1 programa)   |
| 2004; 2008 - 2009; 2024 | Pasapalabra      | Telecinco / Antena 3 | Invitada (18 programas) |
| 2020                    | Planeta Calleja  | Cuatro               | Invitada (1 programa)   |
| 2024                    | Espejo público   | Antena 3             | Invitada (1 programa)   |
| 2024                    | Zapeando         | La Sexta             | Invitada (1 programa)   |
| 2025                    | Y ahora Sonsoles | Antena 3             | Invitada (1 programa)   |

### Teatro
- 1995, Mejor en octubre, de Santiago Moncada. Dir. Tomás Gallo
- 2007, Salir del armario, de Francis Veber. Dir. José Luis Sáiz

## Publicidad
- Anuncio La Nevera Roja (2015)

## Premios
Premios de la Unión de Actores
| Año  | Categoría                             | Película               | Resultado |
| ---- | ------------------------------------- | ---------------------- | --------- |
| 2004 | Mejor actriz secundaria de televisión | Aquí no hay quien viva | Candidata |